# ماريو مورايس
ماريو مورايس (بالبرتغالية: Mario Moraes‏) هو مهندس برازيلي، ولد في 20 ديسمبر 1988 في ساو باولو في البرازيل.

## روابط خارجية
- ماريو مورايس على موقع Racing-Reference.info (الإنجليزية)
- ماريو مورايس على موقع DriverDB.com (الإنجليزية)